# Fabian Alder
Fabian Alder (* 1981 in Scherzingen) ist ein Schweizer Theater-Regisseur.

## Leben
Fabian Alder wuchs in Weinfelden (Kanton Thurgau) auf. Er wirkte zunächst als Regieassistent am Schauspiel Essen und am Schauspielhaus Zürich (u. a. bei Werner Düggelin, Karin Henkel, Roger Vontobel und David Bösch). Anschliessend belegte er den Studiengang Regie an der Hochschule für Schauspielkunst Ernst Busch in Berlin.
2009 bis 2013 war Alder Hausregisseur am Theater Augsburg. Regie führte er jedoch auch an diversen anderen Schauspielhäusern, u. a. dem Schauspielhaus Zürich, Schauspiel Essen, dem Landestheater Altenburg sowie am Theater Magdeburg.
Seit 2013 arbeitet Alder vielfach auch in Österreich, etwa am Theater in der Josefstadt (Kammerspiele der Josefstadt, Rotenturmstrasse), dem Landestheater Niederösterreich sowie am Bronski & Grünberg in Wien.
Ausser seiner Aktivität als Regisseur unterrichtet er am Wiener Max-Reinhardt-Seminar und an der Schauspielschule Krauss.

## Regiearbeiten (Auswahl)
- Die Räuber (Theater Augsburg)
- Der Besuch der alten Dame (Theater Augsburg)
- Lisbeth ist total zu (Schauspielhaus Zürich)
- Paradies (Schauspiel Essen)
- Amphitryon (Theater und Philharmonie Thüringen)
- Fabian – Die Geschichte des Moralisten (Theater und Philharmonie Thüringen)
- Die Geschichte vom Fräulein Pollinger (Theater in der Josefstadt)
- Das Lächeln der Frauen (Kammerspiele der Josefstadt)
- Harold und Maude (Kammerspiele der Josefstadt)
- Arsen und Spitzenhäubchen (Kammerspiele der Josefstadt)
- Shakespeare in Love (Kammerspiele der Josefstadt)
- Die Familie Schroffenstein (Theater Bronski & Grünberg)
- Blade Runner (Theaterwerkstatt Gleis 5 in Frauenfeld)
- Der Held der westlichen Welt (Theaterwerkstatt Gleis 5 in Frauenfeld)
- Menschenfeind (Theater an der Gumpendorfer Straße)

## Auszeichnungen
- Kulturförderpreis des Kantons Thurgau (zweimal)